# Опустошение (фильм, 2025)
«Опустошение» (англ. Havoc) — американо-британский боевик режиссёра Гарета Эванса. Главную роль в фильме исполнил Том Харди.
Фильм вышел на Netflix 25 апреля 2025 года.

## Сюжет
Детектив должен разыскать исчезнувшего сына некоего политика и распутать тёмную сеть заговоров и коррупции в городе.

## В ролях
- Том Харди — Уолкер
- Наргес Рашиди[англ.] — Хелена
- Форест Уитакер — Лоуренс Бомонт
- Джастин Корнуэлл[англ.] — Чарли
- Кселия Мендес-Джонс[англ.] — Джонни
- Ян Яньянь[англ.] — мать Цуи
- Джесси Мэй Ли[англ.] — Элли
- Луис Гусман — Рауль
- Мишель Уотерсон — убийца
- Тимоти Олифант — Винсент
- Ричард Харрингтон[англ.] — Джейк

## Производство и премьера
19 февраля 2021 года стало известно, что Гарет Эванс, ставший известным благодаря постановке фильма «Рейд» выступит режиссёром фильма по сценарию, который он написал в рамках своего эксклюзивного контракта с Netflix.
На главную роль был утверждён Том Харди, а месяц спустя Форест Уитакер присоединился к проекту. В июне 2021 года к актёрскому составу присоединились Тимоти Олифант, Джастин Корнуэлл, Джесси Мей Ли и Йео Янн Янн, а роли второго плана исполнят Луис Гусман и Мишель Уотерсон.
Съёмки фильма начались 8 июля 2021 года в Кардиффе, где преимущественно и проводились. Фильм должен стать «одним из самых масштабных фильмов, когда-либо снятых в Уэльсе». Съёмки также проходили в Южном Уэльсе. Производство завершилось в октябре 2021 года.
Фильм вышел на Netflix 25 апреля 2025 года.

## Отзывы и оценки
На сайте Rotten Tomatoes фильм имеет рейтинг 63 % основанный на 106 отзывах. Консенсус критиков гласит: «анемичная криминальная сага, пронизанная бравурными экшн-сценами, „Опустошение“ может показаться повторением прошлых заслуг режиссёра Гарета Эванса, но для зрителей, привыкших к его балетному стилю, эта формула всё ещё работает».